# PGC 37584
LEDA/PGC 37584 ist eine Spiralgalaxie vom Hubble-Typ Scd im Sternbild Großer Bär am Nordsternhimmel, die schätzungsweise 38 Millionen Lichtjahre von der Milchstraße entfernt ist. Sie ist Teil des Ursa-Major-Galaxienhaufens und Mitglied der NGC 4051-Gruppe (LGG 269).

Am 9. August 2020 wurde 26,1" westlich / 32,9" nördlich des Galaxienkerns eine mit einer scheinbaren Helligkeit von 12,4 mag auffallend helle Supernova des Typs Ia entdeckt (2020rcq = ZTF20abqvsik).

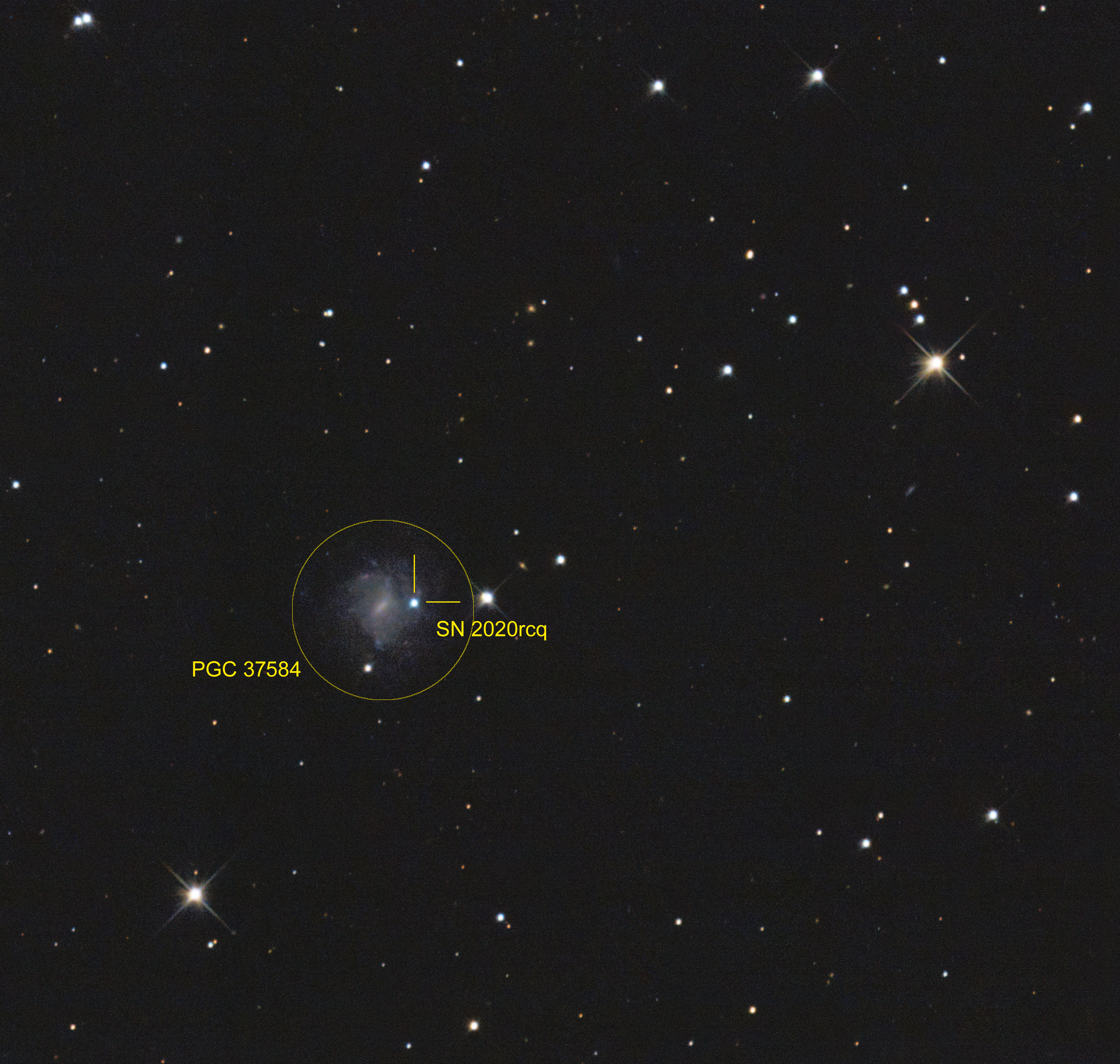
Die Supernova 2020rcq in der Galaxie PGC 37584 am 7. September 2020. Zum Helligkeitsvergleich: Der Stern direkt unterhalb (= südlich-westlich) der Galaxie noch innerhalb der Kreismarkierung hat eine visuelle Helligkeit von 14,0 mag, der Stern rechts (= nord-westlich) neben der Supernova eine Helligkeit von 11,2 mag.

Im selben Himmelsareal befinden sich u. a. die Galaxien NGC 3922, NGC 3928, NGC 3985, NGC 4100.